# Għasri
Għasri (officiële naam L-Għasri) is een plaats in het westen van het Maltese eiland Gozo. Geoordeeld naar inwoneraantal is het met 417 personen (november 2005) de op een na kleinste kern van de Maltese eilanden na Mdina (258 personen).
Għasri is bekend vanwege de productie van honing.
De jaarlijkse festa van Għasri wordt gehouden ter ere van het Heilig Sacrament.